# エミ・ナカムラ
エミ・ナカムラ（Emi Nakamura, 中村 恵美、1980年 - ）は、カナダとアメリカ合衆国双方の国籍を持つ日系二世の経済学者で、カリフォルニア大学バークレー校経済学部の教授である。
全米経済研究所の研究員であり、American Economic Reviewの共同編集者でもある。2019年にジョン・ベイツ・クラーク賞 を受賞し、同年アメリカ芸術科学アカデミー会員に選出された。 彼女はアメリカ国立科学財団やアルフレッド・P・スローン財団からの奨学助成金を受けており、2014年エレイン・ベネット研究賞の受賞者でもある。また彼女は2014年にIMFから45歳未満の経済学者トップ25に選出されたほか、2018年にはエコノミスト紙による「この10年間で最も秀でた若き経済学者8人」の一人として名を連ねた。

## 学歴
ナカムラは、2001年にプリンストン大学から経済学の文学士 をスンマ・クム・ラウデで修め、この時はマイケル・ウッドフォードの指導下で「金融景気循環を伴う経済」と題する卒業論文を書き上げた。その後ハーバード大学で経済学の大学院研究を続けると、ロバート・バローおよびアリエル・ペイクスの指導下で「価格調整、パススルー、金融政策」と題する博士論文を書き上げたのち、2007年に経済学の博士号を取得した。

## 研究
ナカムラの研究は、価格の硬直性オールドケインジアンマクロ経済学の実証的問題に焦点を当てている。アメリカ経済学会によるジョン・ベイツ・クラーク賞での引用文では、ナカムラが「企業による価格設定および金融政策や財政政策の効果に対する理解を大幅に高めて」おり、彼女の「新たなデータ資料を提示しつつ長年にわたる疑問に取り組む創造性」が特筆に値する 、と述べられている。エミ・ナカムラはニューケインジアン経済学の分野で著名な人物である。彼女は「価格に関する5つの事実(Five facts about prices)」という研究で、労働統計局のミクロデータを包括することによってマクロ経済思想を証明して見せた。最も引用された彼女の研究「価格に関する5つの事実」で、彼女とジョン・スタインソンは、測定された価格変動の多くが経済状況に対するダイナミックな反応として起こるのではなく、はるか事前に予定されていた一時的な販売によるものだと示した。これは、経済データが頻繁な価格変動を特徴としていても、実質的な価格硬直性を特徴とするマクロ経済モデルと両立しうることを示唆するものだった。他にも多く引用された「通貨同盟における財政刺激策」という研究で、彼女とスタインソンは各州で米国政府の軍事支出にばらつきがあることを利用して開放経済の政府支出乗数を推定し、それが1よりも大幅に高い数値であることに気付いた。これは、特にゼロ下限だと財政刺激策が生産に実質的影響を与える可能性があるというケインズのマクロ経済モデルの予測を裏付けるものである。

## 私生活
ナカムラは、多数の共著共著がある経済学者ジョン・スタインソンと結婚し、二人の子供がいる。いわゆる「学者一家」の生まれで、母親のアリス・ナカムラ（アルバータ大学教授）も、父親の中村政男（ブリティッシュコロンビア大学名誉教授）も経済学者である。そして経済学者ガイ・オーカットの孫娘でもある。 

## 主な研究成果

### インフレと価格分散
- "Five facts about prices: A reevaluation of menu cost models"（"価格に関する5つの事実：メニューコストモデルの再評価” ジョン・スタインソン共著）

この論文では、米国の詳細なミクロ経済価格データを分析している。販売以外では価格変更が比較的稀であり、価格硬直性を特徴とするマクロ経済モデルを裏付けるものだったと彼らは著述している。価格変更の中央頻度はひと月あたり9-12％で、販売以外の価格変更が値下げの1/3を占めており、値上げの頻度はインフレーションと正の関係性があるが、値下げの頻度と値上げの大きさには何ら影響を与えず、価格変更幅の増減、価格変更において上向き傾斜のハザード関数は存在しない... より頻繁な価格調整を見いだした従来の研究は販売の影響（これが価格変更を起こすのだが、マクロ経済モデルに関連した意味における価格の伸縮性を構成するものではない）を考慮に入れていなかった、と彼らは指摘している。 彼らはデータ会社の価格設定行動を活用して価格硬直性のメニューコストモデルを試験し、複合的な裏付けを見いだしている。
- "The Elusive Costs of Inflation: Price Dispersion during the U.S. Great Inflation"（"とらえどころのないインフレーションのコスト：米国大インフレ時の価格分散" ジョン・スタインソン、パトリック・サン、ダニエル・ヴィラール共著）

この論文では、インフレのコストを測定しようとしている。一般的に使われるニューケインジアンのマクロ経済モデルでは、インフレの社会的費用が非効率的な価格分散から生じる。 典型的モデルではインフレ率が高いほど価格分散が大きくなり、それゆえ厚生損失が大きくなる。 ナカムラ達はこの仮説を検証するため、1970年代と1980年代における米国の高インフレ時代の価格データをデジタル化している。 彼らは「大インフレ時期に価格変動の絶対値が上昇したという証拠がない」ことに気付き、「これはインフレの厚生コストへの標準的なニューケインジアン分析が間違っていることを示唆しており、最適なインフレ率に対するその影響を再査定する必要がある」と結論付けている。

### 金融政策
- "High-Frequency Identification of Monetary Non-Neutrality: The Information Effect"（"金融非中立性の高頻度な識別：情報効果"）

この論文は、連邦制度理事会の金利発表後30分間の金融市場データを利用して、実変数（実質金利と経済成長）への金融市場の期待が金融政策に関するニュースに敏感に反応することを表したものである。利上げに応じて、名目金利と実質金利双方の期待は数年という期間構造でおよそ1対1で対応する。経済モデルの典型的な予測に反して、経済成長予測も増加する。 これらの事実は連邦制度理事会の金利が金融政策だけでなく経済のファンダメンタルズについても情報提供するモデルと一致するもので、これが生産高における金融政策の効果の重要な因果経路だとこの論文は主張している。
- "The Power of Forward Guidance Revisited"（"フォワードガイダンス[注釈 2]の力を再考察" アリスデール・マッケイ、ジョン・スタインソン共著）

標準モデルでは、フォワードガイダンスが現在の実際の経済的成果に非常に大きな影響を与えるという結論になっている。この論文は、金融市場が2つのありがちな道程で不完全である場合、特に仲介業者が借入制約や保険でカバーできない所得リスクに直面している場合、フォワードガイダンスの効果が（このベンチマークと比較して）大幅に減少する可能性が高いと論じている。
- "Monetary non-neutrality in a multisector menu cost model"（"マルチセクターなメニューコストモデルにおける貨幣の非中立性" ジョン・スタインソン共著）

この論文は、典型的なメニューコストモデルに対する2つの変更（企業の価格変更頻度に不均一性および中間投入を導入すること）が、ベンチマークモデルと比較して名目ショックの実質への影響が3倍になる事を示している。これは、従来の研究で謎とされていた部分を埋め合わせることになった。金融政策の伝達メカニズムは価格の硬直性を介して機能すると考えられていたが、価格変更における経験的証拠に合わせて調整された典型的なメニューコストモデルでは、名目ショックの大きな影響を実変数に生じさせることができなかった。
- "A Plucking Model of Business Cycles”（"景気循環のプラッキングモデル" ステファン・デュプラ、ジョン・スタインソン共著）

複数のモデルでは、経済活動の頻繁な変化や安定化政策がそれら変化を鈍らせたりするものの、活動レベルには何ら変化を及ぼさないことが示されている。ミルトン・フリードマンは、経済動向がその経済の潜在的上限よりも下にある時に安定化政策が実施されれば、活動の平均レベルが増加すると考えた。これがプラッキングモデルと呼ばれるものである。この調査では、ナカムラら3名が米国の失業率を用いてプラッキングモデルの根拠たりうる非対称性を示している。 失業率を用いることで、彼らは景気循環を示す独自のプラッキングモデルを作り上げることに成功した。彼らが作りあげたモデルは、名目賃金、行動、均衡の関係を反映したものである。このプラッキングモデルから、安定化政策は失業率を下げることによって失業に影響を及ぼすことになり、それゆえ有意の厚生利益をもたらすと結論付けられた。

### 財政政策
- "Fiscal stimulus in a monetary union: Evidence from US regions"（"通貨同盟における財政刺激策：米国地域からの証拠" ジョン・スタインソン共著）

この論文では、米軍支出の地域差を利用して財政政策ショックに対する「開放経済の乗数」を1.5と推定している。この経験的実証は、特にゼロ下限で「需要ショックが結末に大きな影響を与える可能性がある」ことを示しているという。

### 経済危機
- "Crises and recoveries in an empirical model of consumption disasters" （"消費災害の実証モデルにおける危機と回復"  ジョン・スタインソン、ロバート・バロー、ホセ・ウルスア共著）[28]

## 主な受賞歴
- 2014年 エレイン・ベネット研究賞
- 2014年 IMFの選ぶ次世代（45歳未満の）経済学者トップ25
- 2014-2016年 スローン財団研究フェローシップ
- 2015年 エックルス研究賞（金融・経済学部門）
- 2019年 ジョン・ベイツ・クラーク賞[29]